# 帕維爾·雅羅辛斯基
帕維爾·雅羅辛斯基（波蘭語：Paweł Jaroszyński，1994年10月2日—）是波蘭的一位足球運動員。現效力於波蘭足球甲級聯賽球隊克拉科維亞，在場上的位置是左後衛。他也曾效力於戈尼克文奇納足球俱樂部。他也代表波蘭U21國家隊參賽，並參加了2017年歐洲U21足球錦標賽。

## 外部連結
- Soccerway資料庫：帕維爾·雅羅辛斯基
- 90minut.pl网站上帕維爾·雅羅辛斯基的资料（波兰語）